# Municipio de Clear Creek (condado de Drew)
El municipio de Clear Creek (en inglés: Clear Creek Township) es un municipio ubicado en el condado de Drew en el estado estadounidense de Arkansas. En el año 2010 tenía una población de 551 habitantes y una densidad poblacional de 3,62 personas por km².

## Geografía
El municipio de Clear Creek se encuentra ubicado en las coordenadas 33°44′53″N 91°54′8″O / 33.74806, -91.90222. Según la Oficina del Censo de los Estados Unidos, el municipio tiene una superficie total de 152.25 km², de la cual 152,15 km² corresponden a tierra firme y (0,06 %) 0,1 km² es agua.

## Demografía
Según el censo de 2010, había 551 personas residiendo en el municipio de Clear Creek. La densidad de población era de 3,62 hab./km². De los 551 habitantes, el municipio de Clear Creek estaba compuesto por el 86,75 % blancos, el 9,98 % eran afroamericanos, el 0,18 % eran amerindios, el 0,18 % eran asiáticos, el 1,81 % eran de otras razas y el 1,09 % eran de una mezcla de razas. Del total de la población el 2 % eran hispanos o latinos de cualquier raza.